# Wilber Marshall
Wilber Buddyhia Marshall (Titusville, 18 aprile 1962) è un ex giocatore di football americano statunitense che ha giocato nel ruolo di linebacker nella National Football League (NFL). Fu scelto come 11º assoluto nel Draft NFL 1984 dai Chicago Bears. Al college ha giocato a football all'Università della Florida.

## Carriera

### Chicago Bears
Marshall è noto principalmente per essere stato un membro significativo di due squadre vincitrici del Super Bowl, i Bears del 1985 e i Redskins del 1991. Nel 1985, i Bears, guidati da una delle difese più forti della storia della lega, terminarono la stagione regolare con un record di 15–1, non facendo segnare alcun punto agli avversari nei primi due turni di playoff, e batterono i New England Patriots 46–10 nel Super Bowl XX. Nella vittoria per 37–17 della settimana 16 sui Detroit Lions, Marshall sferrò un colpo di tale potenza sul quarterback avversario Joe Ferguson che lo lasciò disteso a terra. Il momento più celebre di Marshall però forse fu nella finale della NFC del 1985 contro i Los Angeles Rams. All'inizio del quarto periodo la neve iniziò a scendere sul Soldier Field. Nella giocata successiva, il defensive end dei Bears Richard Dent mise a segno un sack sul quarterback dei Rams Dieter Brock, facendogli perdere un fumble. Marshall raccolse il pallone e, scortato da William "The Refrigerator" Perry, corse 52 yard tra la neve cadente. I Bears batterono i Rams per 24–0 e il touchdown di Marshall fu il momento più volte riproposto nei replay della partita. Fox News Chicago nominò quel momento il più iconico della partita e della stessa stagione dei Bears. Il giocatore disputò anche una buona prestazione nel Super Bowl, mettendo a segno un sack e recuperando un fumble. L'anno successivo, Marshall fece registrare 5 intercetti e 5,5 sack, venendo inserito nel First-team All-Pro.

### Washington Redskins
Nella primavera del 1988, Marshall divenne il primo free agent della NFL in undici anni a firmare con un'altra squadra, quando accettò l'offerta di un contratto di cinque anni per sei milioni di dollari dai Washington Redskins, la squadra che aveva eliminato i Bears dai playoff nei due anni precedenti. Dal momento che i Bears decisero di non pareggiare l'offerta, i Redskins furono obbligati a cedere le prime due scelte del draft successivo come compensazione.
Marshall vinse un altro titolo coi Redskins nel 1991, battendo i Buffalo Bills 37–24 nel Super Bowl XXVI, con Marshall che terminò la sfida con diversi tackle e un sack. Una settimana prima, aveva disputato un'ottima prova nella vittoria dei 41–10 sui Detroit Lions, mettendo a segno tre sack sul quarterback di Detroit Erik Kramer. Marshall fu inserito nel Second-team All-Pro dopo la stagione 1991 e nel First-team All-Pro dopo il 1992. Nel 1993, Marshall si riunì con Buddy Ryan, ex coordinatore difensivo dei Bears nelle prime due stagioni di Marshall, firmando un contratto con gli Houston Oilers. Quando Ryan lasciò gli Oilers per diventare capo-allenatore degli Arizona Cardinals nel 1994, Marshall lo seguì per una stagione. Giocò l'ultima annata come professionista nel 1995 con i New York Jets.

## Palmarès

### Franchigia
- Super Bowl : 2

Chicago Bears: Super Bowl XX
- Washington Redskins: Super Bowl XXVI
- National Football Conference Championship: 1

Chicago Bears: 1985
Washington Redskins 1991

### Individuale
- Convocazioni al Pro Bowl: 3

1986, 1987, 1992
- All-Pro: 3

1986, 1991, 1992
- 70 Greatest Redskins
- College Football Hall of Fame

## Statistiche
| Partite totali      | 179   |
| Partite da titolare | 153   |
| Tackle              | 1.043 |
| Sack                | 45    |
| Intercetti          | 23    |